# Итколь
Итколь (озеро пятидесяти, Зимник Душининых, Собачье озеро) — озеро на территории Ширинского района Хакасии, входит в Ширинскую группу озёр. Расположено в 3 км юго-западнее озера Шира, уровень которого на сто метров ниже.
Имеет овальную форму, вытянутую в направлении юго-запад — северо-восток; длина — 7 км, максимальная ширина — 4,3 км, площадь — 21,54 км², длина береговой линии — 20,4 км. Наибольшая глубина — 16,2 м, средняя — 10,4 м. Высота над уровнем моря — 455 м. Находится на территории Хакасского заповедника — участок «Озеро Итколь».
Вода желтоватого цвета, с повышенной минерализацией, прозрачность 7 м. Дно песчаное или каменистое. Западный и юго-западный берега заболочены, на северном и восточном имеются песчано-гравийные отложения. Окружено степными ландшафтами, на южном берегу произрастает лиственничный лес.
Возле озера встречаются редкие виды растений (остролодочник заключающий, аистник татарский, ковыль перистый и др.) и животных (журавль-красавка, черноголовый хохотун, сапсан, балобан, орёл-могильник). Богато рыбой (окунь, пелядь, серебряный карась, лещ).
Из озера Итколь поступает питьевая вода для курорта «Озеро Шира» в посёлке Жемчужный.
Близ озера Итколь найдены курганные могильники окуневской культуры эпохи ранней бронзы.

## Заповедник
Итколь является частью государственного природного заповедника «Хакасский». Площадь участка — 5547 га. Рельеф холмисто-сопочный. Участок включает в себя не только окрестности озера, но и большую часть его акватории, куда входят ещё 5 небольших слабоминерализованных Спиринских озёр. На участке представлены все степные растительные сообщества Хакасии от опустыненных до луговых. По северным склонам развиты суходольные луга, а также небольшие лиственничные и берёзово-лиственничные колки и заросли степных кустарников. По берегам Спиринских озёр узкой полосой идут тростниковые болота, за ними — солончаковые степи и луга. Отмечено свыше 400 видов высших сосудистых растений (в том числе занесённые в Красную книгу Республики Хакасии остролодочник заключающий и журавельник татарский). В озере Итколь встречается 10 видов рыб. На участке обитает 3 вида земноводных, 5 видов пресмыкающихся, 204 вида птиц и 15 видов млекопитающих. Из редких, занесённых в Красную книгу РХ, птиц здесь обитают журавль-красавка, черноголовый хохотун. Отмечаются сапсан, балобан и орёл-могильник.